# Franz Eppel
Franz Eppel (* 24. September 1921 in Wien; † 14. September 1976 ebenda) war ein österreichischer Kunsthistoriker, Denkmalpfleger und Verfasser von Kunstführern.
Eppel studierte Kunstgeschichte und prähistorische Archäologie, Geschichte und Germanistik. Nach Tätigkeiten als Universitätsassistent und in der Privatwirtschaft trat er in das Bundesdenkmalamt ein und übte von 1962, in der Nachfolge von Josef Zykan bis 1974 das Amt des Landeskonservators für Niederösterreich aus. Neben der Denkmalpflege lag sein Fokus auf der historischen Technologie der bildenden Künste, d. h. den Herstellungs- und Arbeitsmethoden, welche zum Kunstwerk führen. Seit 1965 hielt er Vorlesungen, nachdem er sich an den Universitäten von Wien und Salzburg habilitiert hatte. 1973 erhielt Eppel die Lehrkanzel für Kunstgeschichte an der Akademie der Bildenden Künste in Wien. Er veröffentlichte neben Fachliteratur mehrere Kunstführer im Rahmen der österreichischen Kunstmonographie, die teilweise bis heute verkauft werden.
Er wurde am Baumgartner Friedhof bestattet.

## Publikationen
- 1958: Fund und Deutung : Eine europäische Urgeschichte
- 1961: Kunst im Lande rings um Wien, 2 Auflagen
- 1963: Stationen der ältesten Kunst
- 1963: Das Waldviertel, seine Kunstwerke, historischen Lebens- und Siedlungsformen, bisher 9 Auflagen, ISBN 3-900173-01-X
- 1964: Die Wachau, Nibelungen- und Strudengau, 3 Auflagen
- 1965: Ein Weg zur Kunst: Franz Eppel führt durch Niederösterreich
- 1966: Das Waldviertel in Bildern
- 1968: Die Eisenwurzen, 2 Auflagen